# Faucherea
Faucherea là một chi thực vật thuộc họ Sapotaceae. Chi này được Paul Henri Lecomte miêu tả lần đầu tiên năm 1920, với 4 loài là F. hexandra, F. laciniata, F. parvifolia và F. thouvenotii.
Các loài trong chi này là đặc hữu Madagascar.

## Các loài
Plants of the World Online (POWO) và World Checklist of Selected Plant Families (WCSP) công nhận 11 loài như sau:
- Faucherea ambrensis Aubrév., 1971
- Faucherea glutinosa Aubrév., 1971
- Faucherea hexandra Lecomte, 1920
- Faucherea laciniata Lecomte, 1920
- Faucherea longipedicellata Aubrév., 1971
- Faucherea manongarivensis Aubrév., 1971
- Faucherea parvifolia Lecomte, 1920
- Faucherea sambiranensis Aubrév., 1971
- Faucherea tampoloensis Aubrév., 1971
- Faucherea thouvenotii Lecomte, 1920
- Faucherea urschii Aubrév., 1971